# Temas LGBT en la mitología hinduista
En la mitología hinduista, existen deidades o héroes cuyos atributos o comportamientos pueden interpretarse como lesbianas, gais, bisexuales o transgénero (LGBTQ), o bien tienen elementos de variación de género y sexualidad no heterosexual. Las fuentes literarias hindúes tradicionales no hablan directamente de la homosexualidad, pero los cambios de sexo, los encuentros homoeróticos y los personajes intersexuales o de tercer género se encuentran a menudo en las narrativas religiosas tradicionales, como los Vedas y el folclore regional.
La mitología hinduista tiene muchos ejemplos de deidades que cambian de género, se manifiestan como géneros diferentes en distintos momentos o se combinan para formar seres andróginos o hermafroditas. Los dioses cambian de género o toman la forma de un avatar del sexo opuesto para facilitar el encuentro sexual. Los seres no divinos también experimentan cambios de sexo a través de las acciones de los dioses, como consecuencia de maldiciones o bendiciones, o como resultado natural de la reencarnación.
La mitología hinduista contiene numerosos incidentes en los que las interacciones sexuales pueden servir a un propósito religioso sagrado; en algunos casos, se trata de interacciones entre personas del mismo sexo. A veces, los dioses condenan estas interacciones, pero en otras ocasiones ocurren con su bendición.
Además de las historias de variación sexual y de género que generalmente son aceptadas por el hinduismo dominante, académicos modernos y activistas queer han resaltado temas LGBT en textos menos conocidos o los han inferido de historias que tradicionalmente se consideran sin un subtexto homoerótico. Estos análisis han causado desacuerdos sobre el significado de las historias antiguas.

## Deidades y homosexualidad

### Agni

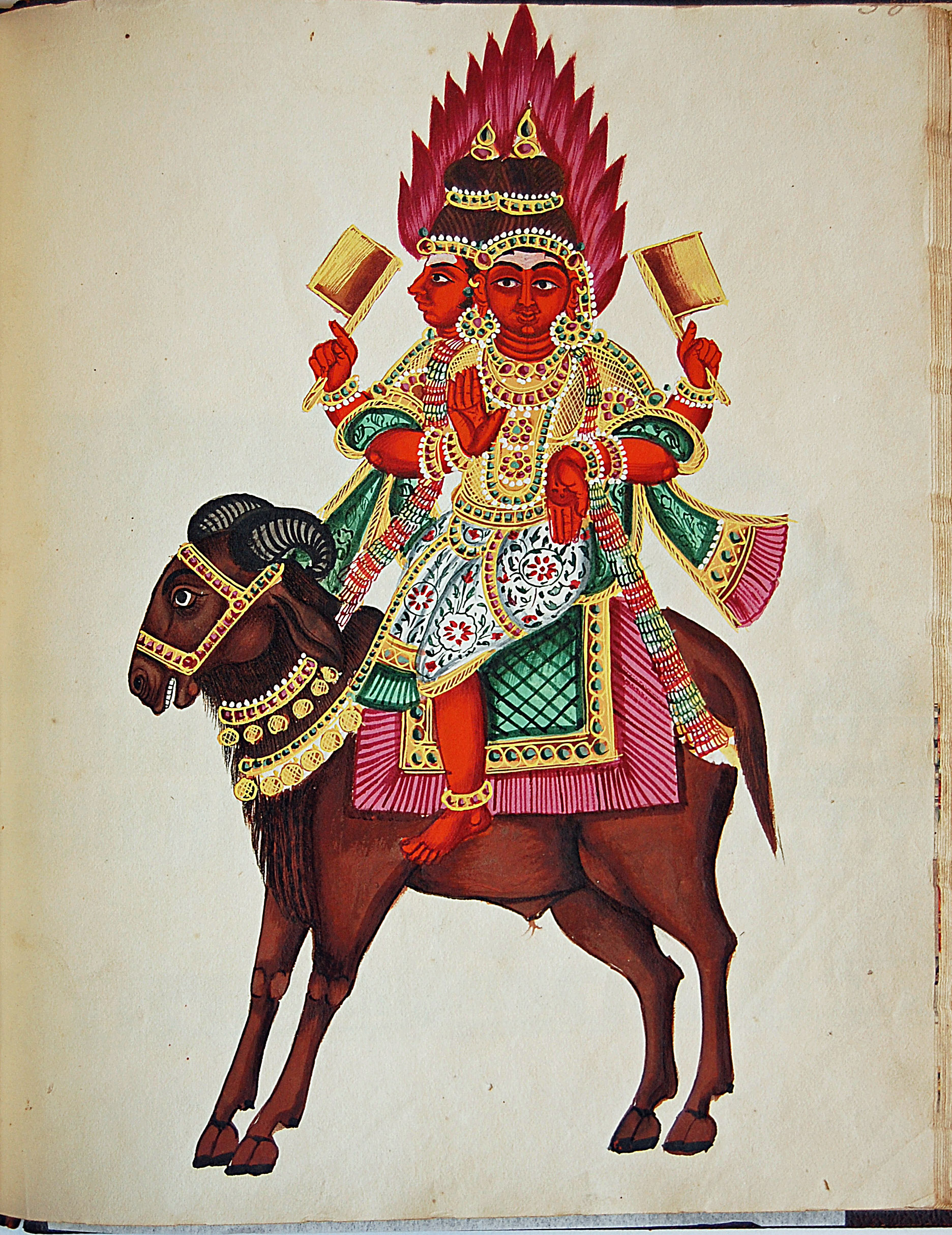
Agni, dios del fuego. El papel de Agni en la aceptación de sacrificios es paralelo a su aceptación del semen de otros dioses.

Agni se representa teniendo una esposa y un esposo y habiendo tenido sexo oral homosexual con Shiva y Soma.
Agni, dios del fuego, la riqueza y la energía creativa, mantiene encuentros sexuales con personas del mismo sexo que implican aceptar semen de otros dioses. Aunque está casado con la diosa Svaha, forma una pareja con Soma, dios de la luna. Agni asume un papel receptivo en esta relación y recibe el semen de Soma con su boca, del mismo modo en que recibe sacrificios de la Tierra al Cielo. El hinduismo ortodoxo enfatiza que estos son «mithuna», es decir, encuentros sexuales rituales, y que Agni y su boca representan el papel de receptores.
Agni también acepta semen de diferentes deidades en el mito de la concepción y nacimiento de Karttikeya, dios de la belleza masculina y la batalla. Existen numerosas versiones de la historia de su nacimiento, muchas de las cuales cuentan que su concepción se produjo únicamente por intervención masculina, aunque también influyen las relaciones sexuales o el deseo heterosexual. Sin embargo, Parvati recibe el mérito de ser la madre de Karttikeya. En otras versiones, Ganga es la madre, quien acepta el semen de Agni y lleva en su vientre al niño no nacido. El progenitor masculino a veces es Shiva, Agni o una combinación de ambos. En el Shiva-purana y el Ramayana, los dioses temen el resultado del «abrazo eterno» de Shiva y Parvati, por lo que interrumpen su coito. Shiva se presenta entonces ante los dioses y declara: «Ahora que se presente quien se trague el semen que yo eyacule». A instancias de los dioses, Agni le practica una felación a Shiva y se traga su semen. En estas historias, Parvati y Shiva condenan las acciones de Agni, calificándolas de «malvadas» o «impropias». Sin embargo, en el texto del siglo XI Kathá-sarit-ságara, Shiva obliga a Agni, que no quiere, a tragarse su eyaculación. El semen causa ardor en quienes lo ingieren, por lo que Agni lo entrega a las esposas de un grupo de sabios, siguiendo el consejo de Shiva. Estas, a su vez, dejan caer el semen en el río Ganges (Ganga), donde fluye hasta la orilla, de la que brota Kārttikeya. En el Mahabharata, Kārttikeya es hijo de Agni, quien eyacula en las manos de una de las Krittikas (las Pléyades), y esta arroja el semen a un lago, donde nace el dios. En algunos mitos, Agni eyacula sobre una montaña creada por Shiva con su semen divino, lo que convierte a Kārttikeya en el hijo de los dos dioses, según una interpretación de Markandeia en el Vana Parva.

### Mitra y Váruna
Mitra y Váruna son dioses de gran intimidad y a menudo se los menciona juntos en la literatura védica. Estos Adityas —hijos de Áditi— presiden las aguas universales: Mitra controla las profundidades del océano y los portales inferiores, mientras que Váruna gobierna las regiones superiores del océano, los ríos y las costas.
En la literatura védica, Mitra y Váruna son considerados íconos del afecto y la amistad íntima entre hombres (la palabra sánscrita Mitra significa «amigo» o «compañero»). Se los representa montados juntos en un tiburón o cocodrilo mientras llevan tridentes, cuerdas, caracolas y vasijas de agua. En otras ocasiones, aparecen sentados uno al lado del otro en un carro dorado tirado por siete cisnes. Los textos antiguos del Bráhmana asocian además a Mitra y Váruna con las dos fases lunares y las relaciones entre personas del mismo sexo: «Mitra y Váruna, por otra parte, son las dos medias lunas: la creciente es Váruna y la menguante es Mitra. Durante la noche de luna nueva, estos dos se encuentran y, cuando están juntos, se complacen con una ofrenda de pastel. En verdad, todos están contentos y todo lo obtiene cualquier persona que sepa esto. En esa misma noche, Mitra implanta su semilla en Váruna y, cuando la luna mengua más tarde, esa menguante se produce a partir de su semilla» (Shatápatha-bráhmana 2.4.4.19). Según los textos, Váruna también implanta su semilla en Mitra durante la noche de luna llena, con el propósito de asegurar su futura luna creciente. En el hinduismo, las noches de luna nueva y luna llena son momentos desaconsejados para la procreación y, en consecuencia, a menudo se asocian con citrarata, que hace referencia a tipos inusuales de relaciones sexuales.
El Bhagavata-purana menciona que Váruna y Mitra tuvieron hijos a través de ayoni o sexo no vaginal. Por ejemplo, Váruna engendró al sabio Valmiki cuando su semen cayó sobre un termitero, y Agastia y Vásishtha fueron concebidos en cántaros de agua tras la intervención de ambos dioses. Se podría decir que este relato es similar al de las parejas homosexuales que tienen hijos a través de madres sustitutas en la actualidad.

## Deidades y transexualidad

### Ardhanarishvara

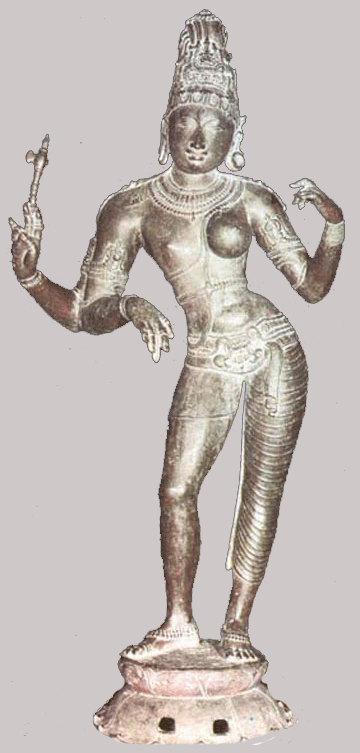
Shiva y Parvati en la forma de Ardhanarisvara.

Ardhanarishvara es creado por la fusión del dios Shiva y su consorte Parvati, cuya mitad derecha del cuerpo es masculina, mientras que la izquierda es femenina. El nombre Ardhanarishvara significa «El Señor cuya mitad es una mujer». Esta forma de Shiva representa la «totalidad que se encuentra más allá de la dualidad» y se asocia con la comunicación entre mortales y dioses y entre hombres y mujeres. El historiador Alain Daniélou señala que «el hermafrodita, el homosexual y el travesti tienen un valor simbólico y son considerados seres privilegiados, imágenes del Ardhanarishvara».

### Iraván
Según las versiones tamiles del Mahabharata, el dios Krishna —un avatar de Vishnu— tomó la forma de Mohinī y se casó con Iraván. Esto ocurrió para darle a Iraván la oportunidad de experimentar el amor antes de su muerte, ya que se había ofrecido como voluntario para ser sacrificado. Tras su fallecimiento, Krishna permaneció de luto en la forma de Mohinī durante algún tiempo. Este matrimonio y la muerte de Iraván se conmemoran anualmente en un rito conocido como Thali, en el que las hijras asumen el papel de Krishna-Mohinī y se «casan» con Iraván en una boda masiva, seguida de un festival de dieciocho días. El festival culmina con un entierro ritual de Iraván, durante el cual las hijras se lamentan al estilo de la tradición tamil: golpeándose el pecho en danzas rituales, rompiendo sus brazaletes y vistiéndose con ropas blancas de luto. En otras versiones, esta historia no aparece.

## Otros
Una fusión similar ocurre entre Laksmí, diosa de la belleza y la prosperidad, y su esposo Vishnu, formando al hermafrodita o andrógino Lakshmi-Narayana.
En el Bhagavata-purana, Vishnu adopta la forma de la hechicera Mohinī para engañar a los demonios y lograr que le den Amrita, el elixir de la vida. Shiva se siente atraído por Mohinī y su relación resulta en el nacimiento de un hijo. En el Brahmanda-purana, la esposa de Shiva, Parvati, «agacha la cabeza avergonzada» cuando ve que su esposo persigue a Mohinī. En algunas historias, Shiva le pide a Vishnu que asuma nuevamente la forma de Mohinī para presenciar la transformación real por sí mismo. Estas historias, en las que Shiva conoce la verdadera naturaleza de Mohinī, han sido interpretadas como «sugerencias de la fluidez del género en la atracción sexual».
El mitólogo Devdutt Pattanaik escribe que quienes se centran únicamente en el homoerotismo pasan por alto el significado metafísico más profundo de la narración: la feminidad de Mohinī representa el aspecto material de la realidad, y su seducción es otro intento de inducir a Shiva a interesarse por los asuntos mundanos. Además, cita otro relato para demostrar que solo Vishnu tiene el poder de «encantar» a Shiva: un demonio intenta matar a Shiva tomando la forma de una mujer y colocando dientes afilados en «su» vagina. Sin embargo, reconoce al impostor y mata al demonio colocando un «rayo» en su «virilidad» durante el acto sexual.
En una historia posterior no puránica sobre el origen del dios Ayyappa, Vishnu, en su forma de Mohinī, queda embarazada de Shiva y da a luz a Ayyappa, a quien abandona avergonzada. Pattanaik señala que, en lugar de que Mohinī quedara embarazada, Ayyappa habría surgido del semen de Shiva, quien eyaculó al abrazar a Mohinī. En otra versión, el rey pandyano Rajasekhara de Pandalam adopta al bebé. Aquí, se hace referencia a Ayyappa como ayoni jata, «nacido de una no vagina», y más tarde a Hariharaputra, «hijo de Vishnu y Shiva», que crece hasta convertirse en un gran héroe.

### Shikhandi
Shikhandi es un personaje del Mahabharata, que nació como una niña llamada Shikhandini, hija de Drupada, el rey de Panchala. En una vida anterior, Shikandini había sido una mujer llamada Ambá, a quien el héroe Bhishmá declaró incasable. Humillada, Ambá emprendió grandes austeridades y los dioses le concedieron su deseo de ser la causa de la muerte de Bhishmá. Así, renació como Shikhandini. Una voz divina le dijo a Drupada que criara a Shikhandini como un hijo, de manera que la educó como un hombre, la entrenó en la guerra y dispuso que se casara con una mujer. En la noche de bodas, la esposa de Shikhandini descubrió que su «marido» era mujer y la insultó. Shikhandini huyó, pero conoció a un yaksha que intercambió su sexo con ella. De este modo, regresó como un hombre con el nombre de Shikhandi y llevó una vida felizmente casado con su esposa e hijos. Durante la guerra de Kurukshetra, Bhishmá lo reconoció como Ambá renacido y se negó a luchar contra una «mujer». En consecuencia, Arjuna se escondió detrás de Shikhandi para derrotar al casi invencible Bhishmá. En la narración javanesa, Srikandi (como se la conoce) nunca se convierte en un hombre, sino que es una mujer igual a los hombres y es la esposa de Arjuna. Después de su muerte, la masculinidad de Shikhandi fue transferida de nuevo al yaksha.

### Arjuna
El propio Arjuna es un ejemplo de variación de género. Cuando rechazó sus avances amorosos, la ninfa Urvashí lo maldijo para convertirse en un kliba, un miembro del tercer género. No obstante, Krishna le aseguró que la maldición serviría como el disfraz perfecto durante su último año de exilio. Arjuna tomó el nombre de Brihannala y se vistió con ropa de mujer, lo que hizo que la maldición surtiera efecto. De esta manera, logró entrar en la ciudad gobernada por el rey Virata, donde enseñó las artes de la música, el canto y la danza a la princesa Uttarā y a sus asistentes femeninas. En el Padma-purana, Arjuna también se transforma físicamente en mujer cuando pide permiso para participar en la danza mística de Krishna, a la que solo pueden asistir mujeres.

### Ila
La historia de Ila, un rey maldecido por Shiva y Parvati para que alternara entre ser hombre y mujer cada mes, aparece en varios textos hindúes tradicionales. Después de cambiar de sexo, Ila pierde la memoria de su otro género. Durante uno de esos períodos, Ila se casa con Budha, dios del planeta Mercurio. Aunque Budha sabe de la alternancia de género de Ila, no ilumina al «hombre» Ila, que sigue sin saber de su vida como mujer. Ambos viven juntos como marido y mujer solo cuando Ila es mujer. En la versión del Ramayana, Ila tuvo un hijo con Budha, aunque en el Mahabharata se le menciona tanto madre como padre del niño. Después de este nacimiento, la maldición se levanta e Ila se transforma totalmente en un hombre que llega a ser padre de varios hijos con su esposa. En otra versión, Budha también es descrito como transgénero.

### Lopamudra
Otra historia del hinduismo que involucra un cambio de sexo es la del sabio Lopamudra, que se encuentra en el Giridhara Ramayana. Esta versión difiere de las otras dos que aparecen en los Himnos del Rig Védico y el Mahabharata, ya que presenta a Lopamudra como un hombre que se convierte en mujer, en contraste con las otras, que lo describen como creado como una mujer que permanece así. En el Giridhara Ramayana, el sabio Agastia se acercó al rey de Kanyakubja y le preguntó si podía casarse con una de sus muchas hijas cuando fueran mayores de edad. El rey, que estuvo de acuerdo, le prometió que una de ellas se casaría con él, pero le pidió que esperara unos años hasta entonces. Sin embargo, cuando regresó, el rey ya había casado a todas sus hijas y, preocupado de que el sabio lo maldijera, vistió a su hijo Lopamudra como mujer y se lo presentó ante Agastia. Luego de que ambos se casaran, ocurrió un milagro y Lopamudra se transformó en una mujer.
Numerosas deidades han sido consideradas patronas de personas con inclinaciones homoeróticas o del tercer sexo. Este patrocinio puede tener su origen en historias épicas sobre la deidad o en prácticas y rituales religiosos. Por ejemplo, Conner y Sparks sostienen que Arani, diosa del fuego, el amor y la sexualidad, ha sido vinculada con el erotismo lésbico a través de rituales en su honor. Por ejemplo, dos trozos de madera percibidos como femeninos, llamados adhararani y utararani, se frotan entre sí, simulando una interacción lésbica espiritual.
Estos palos también se perciben como los padres masculino y femenino del dios del fuego Agni, que en el Rig Veda se identifica como «hijo de dos nacimientos» (dvijanman), «hijo de dos madres» (dvimatri), y en otras ocasiones «hijo de tres madres». Estas madres se identifican como el cielo y la tierra. Sin embargo, a estos dos, llamados Diaus y Pritiví, también se los menciona como masculino y femenino en los versos védicos. Las dos madres también se mencionan como hermanas en los versos. Los dos palos o aranis utilizados en el ritual se consideran femeninos. Sin embargo, en el Bhagavata-purana, los dos palos se interpretan como pertenecientes a géneros opuestos.
Bahuchara Mata es una diosa patrona de la Hégira. En la iconografía popular, a menudo se la representa montada en un gallo y portando una espada, un tridente y un libro. Varias historias la vinculan con la castración o con otros cambios en las características sexuales físicas, a veces como resultado de sus maldiciones dirigidas contra los hombres. Se cree que Bahuchara se originó como una mujer mortal que se convirtió en mártir. En una historia, un bandido intenta violarla y la ataca, pero ella toma su espada, se corta los pechos y muere. En otra narración, maldice a su marido cuando lo sorprende escabulléndose al bosque para participar en un acto homoerótico, lo que provoca que pierda sus genitales y quede obligado a vestirse de mujer.
Las historias también relacionan a Bahuchara con la variación de género después de su divinización. Una epopeya trata sobre un rey que le rezó para tener un hijo. Bahuchara obedeció, pero el príncipe creció y se volvió impotente. Una noche, la diosa se le apareció en un sueño y le ordenó que se cortara los genitales, vistiera ropa de mujer y se convirtiera en su sirviente. Se cree que Bahuchara sigue identificando a los hombres impotentes y les ordena que hagan lo mismo. Si se niegan, los castiga condenándolos a la impotencia en sus siguientes siete encarnaciones. Esta epopeya es el origen del culto a Bahuchara Mata, cuyos devotos están obligados a autocastrarse y permanecer célibes.
Samba, el hijo de Krishna, es también patrón de los eunucos, los transexuales y el homoerotismo. Se viste con ropa de mujer para burlarse y engañar a la gente, así como para acceder con más facilidad a la compañía de mujeres y seducirlas. En el Mausala Purana, Samba, vestido de mujer, es maldecido después de que lo interrogaran sobre su supuesto embarazo. Como resultado de la maldición, aunque sigue siendo hombre, da a luz un mortero de hierro.
Algunas versiones del texto mitológico bengalí Krittivasa Ramayana contienen la historia de dos reinas que concibieron un hijo juntas. Cuando el famoso rey de la Dinastía iksuakú, Maharajá Dilipa, murió, los semidioses se preocuparon porque no tenía un heredero. Entonces, Shiva se apareció ante las dos viudas y les ordenó: «Hagan el amor juntas y, con mis bendiciones, tendrán un hermoso hijo». Las reinas obedecieron y una de ellas concibió un hijo. En otras versiones de la historia, Kamadeva, dios del amor, las bendijo con un hijo después de que se enamoraran. El niño nació sin huesos, pero gracias a las bendiciones del sabio Ashtavakra, pudo recuperar la salud por completo. El sabio lo llamó Bhagiratha, «el que nació de dos vulvas» (bhaga). Bhagiratha se convertiría más tarde en uno de los reyes míticos más famosos de la India y se le atribuye haber traído el río Ganges a la tierra mediante sus austeridades.
La concepción de Ganesha, dios de la sabiduría con cabeza de elefante, tiene numerosas variantes. Algunas fuentes lo consideran hijo de Shiva y Parvati, aunque su gestación ocurre fuera del útero. Sin embargo, la mayoría de las versiones sustentan que fue creado únicamente por las acciones de Parvati, quien en el Shiva-purana lo moldeó con arcilla. Cuando Ganesha bloquea a Shiva, este lo decapita y luego lo devuelve a la vida. En un texto de Cachemira del siglo XIII, el Haracaritacintamani de Jayadratha, Ganesha nace como resultado de la sangre menstrual de Parvati, que es arrastrada al Ganges y tragada por Malini, su doncella con cabeza de elefante, quien a su vez da a luz a Ganesha, lo que le da un origen completamente femenino. Courtright argumenta que el nacimiento es «menos auspicioso» debido a la falta de participación masculina y al uso de fluidos corporales como el sudor o la sangre menstrual, pero Ruth Vanita señala que los hindúes consideran auspicioso el nacimiento de Ganesha y que el uso de fluidos corporales no procreativos tiene un carácter sagrado y purificador en muchos rituales hindúes.

## Literatura sangam
La literatura sangam utiliza la palabra 'pēṭi' (en tamil: பேடி) para referirse a las personas que nacen con una condición intersexual; también se refiere a las hijras Antharlinga y a varios tipos de Hijra. Asimismo, los famosos personajes del período Sangam, el rey Kopperuncholan y Pisuranthaiyar, son otro ejemplo de amor entre personas del mismo sexo. Se dice que no se vieron en absoluto, pero compartieron amor y consideración mutua, tanto que murieron al mismo tiempo en diferentes lugares. La amistad entre el rey Pari y el poeta Kabilar se muestra como algo más que una simple amistad. Hay matices líricos que sugieren la relación íntima entre ellos; sin embargo, dado que no hay una representación explícita, solo se puede postular una posibilidad.
El Manimekalai, una obra literaria escrita por Satthanar, un poeta de la era Sangam, describe la historia de cómo Buda mostró compasión a la gente de una ciudad, incluido un hombre travestido.

## Análisis crítico
Según el texto de 2006 Ethical issues in six religious traditions, las fuentes literarias tradicionales hindúes dicen poco sobre la homosexualidad directamente, aunque existen muchas referencias y relatos que sugieren características LGBTQ en textos literarios y obras de arte hindúes antiguos. El homoerotismo en los textos tradicionales a menudo está enmascarado por la adhesión a estrictas reglas de género. El estudio crítico se ve obstaculizado aún más por la falta de palabras sánscritas para concepciones modernas como la homosexualidad, aunque existen términos para actos sexuales específicos entre personas del mismo sexo. Timothy Murphy, en Reader's guide to lesbian and gay studies (2000), señala que los temas LGBT son a menudo ignorados por los «eruditos heterosexistas», e incluso las primeras investigaciones sobre las minorías sexuales en la cultura hindú no analizaron historias u obras de arte que representaran actos sexuales entre personas del mismo sexo o entre seres mitológicos. Murphy describe el estudio de los temas LGBT en la cultura hindú como «todavía en su infancia».
Sobre el transgenerismo en la literatura hindú, el profesor Robert P. Goldman escribe que «pocas culturas han otorgado a este fenómeno un lugar tan destacado en los reinos de la mitología y la religión como lo ha hecho la India tradicional». Goldman considera que los numerosos mitos sobre el cambio de género son una manifestación del deseo de las culturas patriarcales de controlar la sexualidad de las mujeres, pero sostiene que muchos mitos «proyectan una valoración positiva de las mujeres y la feminidad». Los cambios de género pueden ser causados por un dios o mediante el uso de la magia, con el fin de engañar a otros o facilitar un encuentro romántico. También pueden ocurrir espontáneamente debido a cambios en el carácter espiritual o moral de una persona, ya sea en una vida de soltero o por medio de la reencarnación.
Según el libro Encyclopedia of Love in World Religions (2007), los teóricos y activistas queer han reinterpretado textos antiguos «en busca de voces alternativas» que demuestren la diversidad de modelos de género y sexualidades en el hinduismo. Entre estos estudiosos se encuentran Giti Thadani, quien intentó descubrir el subtexto lésbico en los antiguos textos védicos y sánscritos en Sakhiyani: lesbian desire in ancient and modern India (1996), y Ruth Vanita, cuyo trabajo consistió en «localizar espacios de intimidad entre personas del mismo sexo en textos vernáculos» en Same-sex love in India: readings from literature and history (2001).
Algunas interpretaciones LGBT de historias y personajes populares han sido controvertidas. Ganeśa: Lord of circumstances, Lord of beginnings (1989), de Paul B. Courtright, aplicó enfoques psicoanalíticos a las historias hindúes. En este sentido, el autor afirmaba que la trompa de Ganesha representaba un pene flácido y su amor por los dulces indicaba un deseo de practicar sexo oral homosexual. Las deducciones de este libro, así como la aplicación similar del psicoanálisis al estudio del hinduismo, han sido cuestionadas por académicos occidentales e indios, entre ellos Antonio De Nicholas, Krishnan Ramaswamy, S. N. Balagangadhara y Saraha Claerhout, quienes aseguraron que se basaba en traducciones e interpretaciones psicoanalíticas erróneas. El libro se volvió infame en la India, lo que desencadenó protestas y dio como resultado una disculpa pública de los editores y la retirada del libro en el país.
La erudición de Wendy Doniger, que se centra en la interpretación de textos hindúes a través del psicoanálisis, también generó controversias y críticas. Doniger fue descrita como «grosera, cruda y muy lasciva en los portales sagrados de los académicos sánscritos». Sus obras, que presentan interpretaciones LGBT de mitos hindúes, incluyen los libros Tales of Sex and Violence (1987) y Splitting the difference: gender and myth in ancient Greece and India (1999). Michael Witzel, profesor de sánscrito, declaró que el conocimiento de Doniger del sánscrito védico es «gravemente defectuoso». Nicholas Kazanas, un indólogo europeo, también criticó las obras de la autora y escribió que «parece estar obsesionada con un solo significado de los mitos: el más sexual imaginable».